# Diócesis de Warangal
La diócesis de Warangal (en latín: Dioecesis Varangalensis y en inglés: Roman Catholic Diocese of Warangal) es una circunscripción eclesiástica de la Iglesia católica en India. Se trata de una diócesis latina, sufragánea de la arquidiócesis de Hyderabad. Desde el 13 de abril de 2013 su obispo es Udumala Bala Showreddy.

## Territorio y organización
La diócesis tiene 27 702 km² y extiende su jurisdicción sobre los fieles católicos de rito latino residentes en el estado de Telangana en los distritos de: Warangal y Karimnagar.
La sede de la diócesis se encuentra en la ciudad de Warangal, en donde se halla la Catedral de Nuestra Señora de Fátima.
En 2021 en la diócesis existían 65 parroquias.

## Historia
La diócesis fue erigida el 22 de diciembre de 1952 con la bula Cum de Hyderabadensi del papa Pío XII, tomando el territorio de la diócesis de Hyderabad (hoy arquidiócesis).
Originalmente sufragánea de la arquidiócesis de Madrás y Meliapor, pasó a formar parte de la provincia eclesiástica de Hyderabad el 19 de septiembre de 1953.
El 28 de junio de 1954, con la carta apostólica Recens constitutas, el papa Pío XII proclamó a la Santísima Virgen María del Santísimo Rosario de Fátima como patrona principal de la diócesis.
El 31 de mayo de 1976 cedió una parte de su territorio para la erección de la diócesis de Nalgonda mediante la bula Animarum utilitati del papa Pablo VI.
El 18 de enero de 1988 cedió otra parte de su territorio para la erección de la diócesis de Khammam mediante la bula Perinde atque apostolicum del papa Juan Pablo II.

## Estadísticas
Según el Anuario Pontificio 2021 la diócesis tenía a fines de 2020 un total de 72 906 fieles bautizados.
| Año                                                                             | Población            | Población | Población      | Sacerdotes | Sacerdotes    | Sacerdotes    | Bautizados por sacerdote | Diáconos permanentes | Religiosos | Religiosos | Parroquias |
| Año                                                                             | Bautizados católicos | Total     | % de católicos | Total      | Clero secular | Clero regular | Bautizados por sacerdote | Diáconos permanentes | Varones    | Mujeres    | Parroquias |
| ------------------------------------------------------------------------------- | -------------------- | --------- | -------------- | ---------- | ------------- | ------------- | ------------------------ | -------------------- | ---------- | ---------- | ---------- |
| 1970                                                                            | 59 931               | 5 000     | 1.2            | 46         | 1             | 45            | 1302                     |                      | 69         | 588        | 29         |
| 1980                                                                            | 76 906               | 5 204 753 | 1.5            | 53         | 28            | 25            | 1451                     |                      | 39         | 262        | 37         |
| 1990                                                                            | 39 067               | 4 786 557 | 0.8            | 47         | 31            | 16            | 831                      |                      | 21         | 197        | 30         |
| 1999                                                                            | 54 852               | 6 091 639 | 0.9            | 84         | 55            | 29            | 653                      |                      | 57         | 348        | 43         |
| 2000                                                                            | 55 564               | 6 317 654 | 0.9            | 86         | 57            | 29            | 646                      |                      | 57         | 360        | 43         |
| 2001                                                                            | 56 625               | 6 576 725 | 0.9            | 84         | 59            | 25            | 674                      |                      | 88         | 369        | 44         |
| 2002                                                                            | 56 905               | 6 667 340 | 0.9            | 92         | 62            | 30            | 618                      |                      | 103        | 380        | 44         |
| 2003                                                                            | 59 860               | 7 078 532 | 0.8            | 97         | 64            | 33            | 617                      |                      | 99         | 476        | 47         |
| 2004                                                                            | 62 498               | 7 193 742 | 0.9            | 101        | 65            | 36            | 618                      |                      | 94         | 499        | 49         |
| 2010                                                                            | 66 385               | 7 724 845 | 0.9            | 128        | 76            | 52            | 518                      |                      | 156        | 526        | 55         |
| 2014                                                                            | 69 680               | 9 294 623 | 0.7            | 141        | 82            | 59            | 494                      |                      | 280        | 551        | 63         |
| 2017                                                                            | 71 346               | 9 443 810 | 0.8            | 148        | 82            | 66            | 482                      |                      | 271        | 589        | 65         |
| 2020                                                                            | 72 906               | 9 324 832 | 0.8            | 136        | 73            | 63            | 536                      |                      | 263        | 600        | 68         |
| Fuente: Catholic-Hierarchy, que a su vez toma los datos del Anuario Pontificio. |                      |           |                |            |               |               |                          |                      |            |            |            |

## Episcopologio
- Alfonso Beretta, P.I.M.E. † (8 de enero de 1953-30 de noviembre de 1985 retirado)
- Thumma Bala (17 de noviembre de 1986-12 de marzo de 2011 nombrado arzobispo de Hyderabad)
  - Sede vacante (2011-2013)
- Udumala Bala Showreddy, desde el 13 de abril de 2013